# Виолета (ТВ серија)
Виолета (шп. Violetta) је аргентинска теленовела снимана у Буенос Ајресу и коју су развили Disney Channel Латинска Америка и Европа, Средњи исток и Африка (ЕМЕА) и продукцијска компанија Pol-ka, чија је премијера била 14. маја 2012. године у Латинској Америци и Италији.
Снимљена је на шпанском језику, међутим серија је за емитовање у Уједињеном Краљевству и другим земљама енглеског говорног подручја, у потпуности синхронизована на енглески језик. Са овом синхронизацијом серија је емитована и у многим другим државама.
У Србији је серија премијерно емитована од 28. августа 2013. до 8. априла 2016. године на каналу Disney Channel, синхронизована на енглески језик, са титловима на српском језику. Титлове је радио студио SDI Media. Крајем 2015. године, Хепи ТВ је најавила да ће емитовати серију са синхронизацијом на српском језику, коју ће сама радити. Синхронизација јесте започета, међутим у међувремену телевизија је изгубила права за емитовање Disney садржаја, те синхронизација није нити довршена нити емитована. Познато је да су своје гласове, између осталих, позајмили Марина Алексић (Виолета), Миомира Драгићевић (Енџи, Олга) и Предраг Дамњановић (Пабло). Од 10. децембра 2019. до 9. априла 2020. године прва сезона серије се емитовала на каналу Нова, са оригиналним звуком на шпанском језику, са титловима на српском језику. Титлове је радио студио Блу хаус.

## Радња
Виолета говори причу о тинејџерки талентованој за музику која се враћа у свој родни град, Буенос Ајрес, заједно са својим оцем Херманом након неколико година живота проведених у Европи.

### 1. сезона
Виолета је тинејџерка коју отац не пушта из куће након смрти њене мајке Марије, која је била славна оперска певачица и погинула је када је Виолета имала пет година. Марија се хтела по последњи пут опростити од своје публике, али то је завршило трагичном несрећом у авиону. Херман је од тада сам и живи са Олгом и Рамаљом који се брину о свему и као отац се понаша врло заштитнички према Виолети, но све се промени када се врате у Буенос Ајрес (Виолетин родни град). На врата им долази Енџи (сестра Виолетине мајке Марије) која је променила Виолетин живот, а она долази рећи Виолети истину, али ипак то неко време задржи за себе, улази у Виолетин живот као најбоља учитељица коју је до сада имала. Херман допусти Енџи да ју упише на часове клавира код Бета у Студију 21, али ту Виолета чује музику. На наговор вршњака које је напокон упознала и спријатељила се с њима упише Студио 21 и почне учити певати. Људмила која је до сада била главна у Студију 21, постане љубоморна на њу јер Виолета има природан талент за музику. Виолета се нађе и први пут заљубљена и то у два дечка — Леона и Томаса. Виолета и Енџи којој је право име Анђелес скривају од Хермана да његова кћер похађа Студио 21. Енџи и Херман се несвјесно заљубљују, Енџи и даље говори свом пријатељу Паблу да је Херман строг и да се није заљубила у њега, али у срцу мисли другачије. Џејд (Херманова завидна вереница) се покушава удати за Хермана што пре јер је заљубљена у њега и она и њен брат Матијас су банкротирали па им треба и новаца, али Матијас види да се између Енџи и Хермана нешто догађа. Када се истине једном открију, поготово та да Виолета пева, одлучује отићи са њом у Катар, али захваљујући mp3 који је Енџи ставила у Херманов руксак кад су се спремали отићи, Херман је „отворио” очи и схватио како је певање Виолетин сан и да је не сме спречити у остварењу њезиних снова, на посљетку он само жели да Виолета буде срећна, а певање је њезина срећа. На крају све се сретно завршава и Виолета наступа на завршној представи и остаје у Буенос Ајресу.

### 2. сезона
Студио 21 због велике популарности на Јумиксу мијења име у Студио у ритму!. Ново име ученицима говори Мароти који је пун нових пројеката за ученике. Грегорио је добио годишњи одмор због скандалозног понашања прошле године и мора посећивати психијатра, наравно, Грегорио све психијатрове речи тумачи на свој начин. Његова замена је Џеки која је Антонијева нећакиња и познаје Пабла одмалена и они започињу љубавну причу, али Џеки је јако љубоморна на Енџи и у једном трену даје отказ, и због Грегорија који се у једном трену враћа и заједно морају радити. А Бето је потајно заљубљен у Џеки и покушава да јој то каже и некако усрећи. Док у кући Кастиљо, Енџи и Херман остварују чаробан однос преко лета, али се и даље Херман оправда да му је то шогорица (тета од Виолете) и крије своје осећаје. Док у јефтином пансиону сада живе Џејд и њен вечито гладан брат Матијас, Џејд за дивно чудо уз помоћ брата надође на супер план како да се врате у кућу Кастиљо. Зграбе дневник Виолетине мајке и Џејд нађе савршену глумицу Есмералду за улогу Марије, само су заборавили на један ситни детаљ — плата. Матијас долази на идеју да украду сав Херманов новац, те то и учини. Есмералда тражи све више и више за своје услуге. Када Херман заврши у затвору, а немају ништа више новаца за јамчевину, Рамаљо заложи њихову кућу, али се морају до сутра иселити из ње. Виолети тешко пада паковање. Када већ седну у ауто и селидбени комби крене за њима, Есмералда долази и каже да могу остати колико год желе у њеној (Хермановој) кући. Виолета се опет налази у љубавном троуглу, али је овај пут уместо Томаса је Дијего који долази из Мадрида у потрази (информацији о никад нађеном оцу). Херман је допустио Виолети да пева, али не и да има дечка. Нови полазници Студија су Дијего који је отпевао ауторску пјесму „Yo soy asi” на упису и Марко који на наговор девојке Франческе испунио пријаву за студио и прошао. Виолета потписује уговор са Јумиксом да би помогла оцу у финансијама, јако јој тешко пада што мора неке своје радости ставити на чекање због певања, неколико пута губи глас због умора од вишесатног певања. Херман се неко време претвара у пијанисту Џерамају како би био ближе Виолети јер мисли да му она не говори превише како је у Студију, као и Џерамаја осваја Енџи која се и заљубљује у Џерамају (Хермана). Када сазна за Херманову превару када он одлучи већ завршити са Џерамајом, Виолета је наговори да прихвати понуду коју је добила у Француској да ради као композитор и она одлази у Француску. Есмералда одлази након што јој Џејд смести да је она украла новац од Хермана, Виолета у далеком Мадриду са Дијегом, Леоном и Франческом сазнаје за паклени план Људмиле и Дијега (они се познају из детињства, она га је позвала да он избаци Виолету из Студија, а она ће њему заузврат дати име оца). Али ту је вечни спаситељ Леон који је није никад оставио саму и у Мадриду се помире. Леон се за љетних празника почео бавити мотокросом и тамо се упозна са аутомеханичарком Ларом и они након што поново он раскине с Виолетом, почну љубавну причу, али он не може заборавити Виолету и на крају када он дође из Мадрида раскидају. Људмила не зна ни сама ко је Дијегов отац, случајно то открива кад се Грегорио скине и види да има младеж у облику детелине на рамену исту као Дијего, Људмила се почиње чудно понашати када им дође Федерико из Италије, Људмила и Федерико се заљубљују, али нико не жели признати да се заљубио у оног другог, док нема Федерика, Људмила је окрутна, чим се појави он, Људмила постаје добра, а када каже Грегорио да има сина, он постаје мед и млеко према ученицима што зачуди и професоре. Бродвеј и Камила, Нати и Макси су на ратној нози, не причају али љубав на крају победи. Франческа је била на корак према Италији, али су њени пријатељи, поготово Виолета учинила ама баш све да она остане и успела је. Џејд и Матијас који се заљуби у инспекторку Пароди, завршавају у затвору. А инспекторка Пароди ће га чекати док изађе да се венчају јер и она њега воли.

### 3. сезона
Виолета је са екипом на Европској турнеји, на њен рођендан Леон је води на вожњу балоном. Међу облацима јој и запева. Пред један од телевизијски пренос јој говори да ће напустити студио ради бој бенда. Кад се врате у Буенос Ајрес, свађа још траје, нико не попушта. У међувремену Виолетина одсуства, Херман види згодну плавушу коју не успева заборавити. Герман упозна ту жену (Присилу која је уосталом Људмилина мајка) у Студију где је дошао да одбрани Виолету јер ју је Људмила оптужила да ју је гурнула у зрачној луци. Након што се свађе помире, Виолета и Леон оду на мотокрос којег бих Леона требао отпустити али бива управо супротно јер му се догоди несрећа и он завршава у коми. Када се пробуди, све зна врло добро и излази убрзо из болнице под условом да се неко време не напреже (значи нема плесања), али он напреже и неколико пута му се завртело у глави, али то није хтио да Виолета зна. Грегорио и Дијего отварају Грегоријев сан Арт Ребел који ће бити конкуренција студију, Грегорио је срећан, али када чује да му је неко (Милтон) поскидао летке, почиње Дијегу забрањивати да доводи икога из студија у Арт Ребел, али Дијего је упоран да бој бенд вежба у Арт Ребелу да на крају Грегорио пристане. Франческа се свађа и прекида са Марком који је чудан због аудиције у најпрестижнијој академији на свету у Лондону и почиње тајну везу са Дијегом од повратка са турнеје, Фран не може никако рећи Виолети да су она и Дијего у вези јер она стално прича о својим проблемима. Професор Милтон новим ученицима загорчава боравак у Студију а да нико не зна, брзо након што се дозна истина, отпуштен је. Џејд је још увек луда за Херманом и покушава на све могуће начине вратити га, чак и удајом за другог мушкарца (Николаса), жели му срце сломити да јој се врати. Након купње студија и свега, схвата да је Николас прави мушкарац за њу. Клемент је Николасов син којем му он не допушта да се развија у смеру којем жели, па је Клемент приморан лагати оцу, а и члановима студија ко је заправо он. Антонио умире, али пре смрти даје стипендију јадном Алексу (Клементу), та вест погоди све, али понајвише Пабла који одлази из студија који тоне у дуговима, Грегорио одлучи затворити Арт Ребел и вратити се у студио, али убрзо постаје онај стари мрзовољни Грегорио до којег чак ни син (Дијего) не може допрети. Али Јумикс након што је сазнао за дугове Студија, одлучио је прекинути уговор с њима, али она деца која су у њему била (Виолета и Федерико) раскину уговор са Јумиксом. Герy почиње радити код Грегорија у Арт Ребелу, након што се он затвори, она наставља радити у Студију, али се заљуби у Леона. Када Виолета и Франческа постану Рокси и Фауста, а све то да бих Виолета проверила је ли Леон с Герy, али Леон очигледно не може одолети чарима Виолете као Рокси па се поново заљуби у њу. Нати и Макси, Бродвеј и Камила сви пролазе кроз љубавне падове што Андрес искористи за свој блог, а који умало упропасти бој бенд. Присила заправо управља Људмилим животом, Људмила је преслика ње, иако када се досели код Хермана, види што је љубав, Херман који пут и њу загрли и пољуби и она се промени и поново је на крају са Федериком. Људмила која је одувек жељела уговор са Јумиксом тј. њена мама, потпише га након што Јумикс остане без звезде из Студија. Када ју Мароти почне зафркавати и раскине уговор с њом, Присила ју сили да га моли на коленима да ју врати у Јумикс. Мароти нађе Лену (сестра од Нати) за нову звезду Јумикса и Лена наставља у Европи са својом каријером. Када Марко одсели у Лондон, бој бенд је изгубио петог члана и у том се појави Федрерико и заузме Дијегово место. Херман купи Студио од Николаса и постави Пабла за директора. Герy и Клемент се удружују да развоје Виолету и Леона, али на крају њихова је љубав јача од свих. И на крају и то дознајемо да је Херман студирао у Севиљи у Антонијевом првом студију и да је био најбољи ученик у том тада студију. На фестивалу у Севиљи запроси Енџи са прстеном који је купио Леон у договору с Виолетом. Серија завршава венчањем Енџи и Хермана.

## Епизоде
| Сезона | Сезона | Број епизода | Приказивање у Аргентини                          | Приказивање у Србији                                                                     |
| ------ | ------ | ------------ | ------------------------------------------------ | ---------------------------------------------------------------------------------------- |
|        | 1      | 80 (1—80)    | 14. мај 2012 — 26. октобар 2012. (Дизни канал)   | 26. август 2013 — 4. април 2014. (Дизни канал) 10. децембар 2019 — 9. април 2020. (Нова) |
|        | 2      | 80 (80—160)  | 29. април 2013 — 11. октобар 2013. (Дизни канал) | 25. август 2014 — 10. април 2015. (Дизни канал)                                          |
|        | 3      | 80 (160—240) | 28. јул 2014 — 6. фебруар 2015. (Дизни канал)    | 21. септембар 2015 — 8. април 2016. (Дизни канал)                                        |

## Глумачка постава
| Глумац/Глумица         | Лик                              | Сезона   | Сезона   | Сезона | Сезона |
| Глумац/Глумица         | Лик                              | 1        | 2        | 3      |        |
| ---------------------- | -------------------------------- | -------- | -------- | ------ | ------ |
| Мартина Стосел         | Виолета „Вилу” Кастиљо           | Главни   | Главни   | Главни |        |
| Пабло Еспиноса         | Томас Хередија                   | Главни   |          |        |        |
| Хорхе Бланко           | Леон Вергас                      | Главни   | Главни   | Главни |        |
| Дијего Домингез        | Дијего Хернандез                 |          | Главни   | Главни |        |
| Мерседес Ламбре        | Људмила Феро                     | Главни   | Главни   | Главни |        |
| Лодовика Комело        | Франческа „Фран” Кавигилија      | Главни   | Главни   | Главни |        |
| Валерија Барони        | Лара Јименез                     |          | Главни   |        |        |
| Факундо Гананбе        | Максимилијано „Maкси” Понте      | Главни   | Главни   | Главни |        |
| Канделариа Молфесе     | Камила „Ками” Торес              | Главни   | Главни   | Главни |        |
| Алба Рико              | Наталија „Нати” Видал            | Главни   | Главни   | Главни |        |
| Хабијани Понсе де Леон | Maрко Тавели                     |          | Главни   | Главни |        |
| Руђеро Паскуарели      | Федерико Пасини                  | Споредни | Споредни | Главни |        |
| Макарена Мигел         | Гери Лопез                       |          |          | Главни |        |
| Самуел Насименто       | Бродвеј Силва                    | Главни   | Главни   | Главни |        |
| Николас Гарнијер       | Андреас Каликсто                 | Главни   | Главни   | Главни |        |
| Родриго Велила         | Наполеон „Напо” Феро             | Главни   |          |        |        |
| Артур Логунов          | Брако                            | Главни   |          |        |        |
| Дамијен Лаурета        | Клемент Кортес/Александер Галанј |          |          | Главни |        |